# Adquisicions en biblioteques

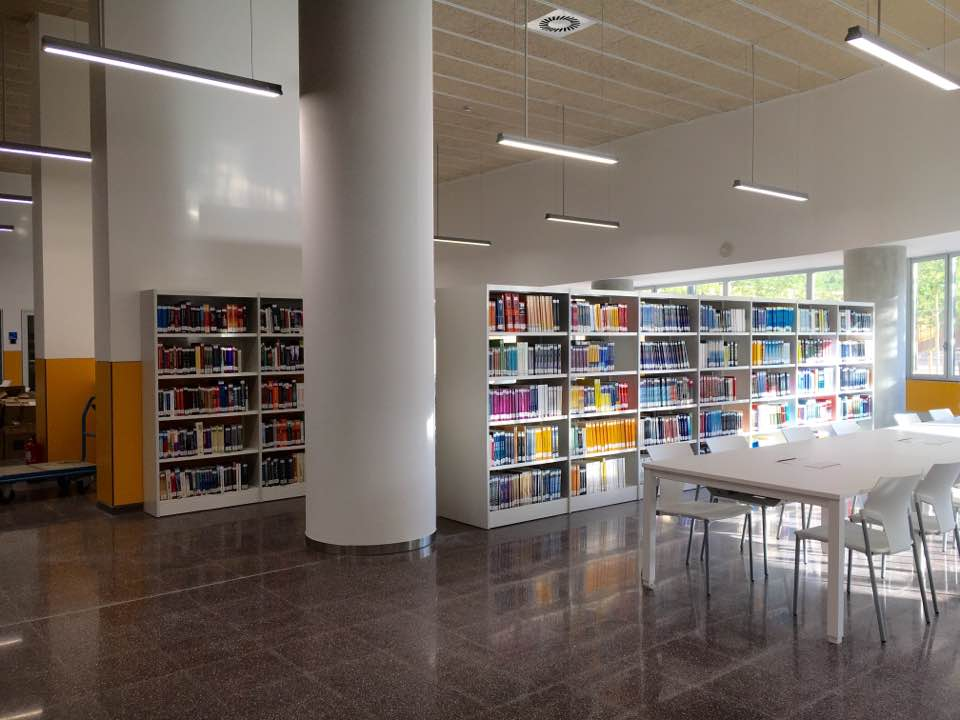
Vista parcial de la col·lecció d'una biblioteca

Les adquisicions en biblioteques són a càrrec del departament d'adquisicions de la biblioteca, que aquests són encarregats de la selecció i de la compra dels documents. Aquest departament tria els proveïdors, negocia els preus i les condicions (individualment o de manera consorciada), estableix les comandes permanents i selecciona els documents o recursos en particular.
La biblioteca compta amb diversos mecanismes per incorporar documents al seu fons. El principal d'ells és la compra.
La compra de documents inclou llibres, revistes, premsa, pel·lícules, música i recursos electrònics que es realitzen a través de diversos proveïdors.
Els usuaris a través del servei de suggeriments de compra poden participar en aquest procés de selecció.

## Principis generals de l'adquisició en biblioteques
Les biblioteques, tant físiques com digitals, solen tenir en compte quatre principis generals a l'hora de portar a terme aquestes funcions. Aquests principis responen a l'objectiu principal de procurar l'accés als materials.
1. Adquirir els materials amb la major rapidesa possible
2. Mantenir un alt nivell de rigor en tots els procediments seguits
3. Portar a terme els processos de manera senzilla per tal d'aconseguir el mínim cost possible per unitat
4. Mantenir unes bones relacions amb altres biblioteques i proveïdors

## Procés d'adquisició de materials
Generalment es segueixen cinc passos a l'hora d'adquirir material per a la col·lecció d'una biblioteca (física o digitalment):
1. Processament de les desiderates o peticions d'adquisició (per part d'usuaris, professionals...)
2. Comprovació de les dades
3. Comanda al proveïdor
4. Informació comptable i fiscal
5. Rebuda de les comandes

## Mètodes d'adquisició de materials
Hi ha diferents mètodes d'adquisició de materials diferents en les biblioteques:

### Comandes en ferm
Comandes fetes a un document en concret, per exemple a un llibre en particular, o a una revista a la qual la biblioteca es subscrigui.

### Comandes permanents
Comandes obertes que s'apliquen a tots els documents que s'engloben dins d'una categoria o tema. Per exemple, això s'aplica a determinades col·leccions de monografies: la biblioteca desitja adquirir qualsevol títol que aparegui dins d'aquella col·lecció. Un avantatge d'aquest sistema és l'automatització; el departament d'adquisicions no ha de demanar cada número nou que apareix dins de la col·lecció.

### Exemplars a examen
Similar a les comandes permanents, excepte que en aquest cas es limita a determinades matèries específiques. El venedor envia a la biblioteca exemplars de documents per a que siguin valorats, i només es compren els títols concrets que són acceptats. Un avantatge d'aquesta modalitat és que el departament d'adquisicions pot prendre decisions més fonamentades, ja que té els materials a mà.

### Comandes obertes
Similar a una combinació entre una comanda en ferm i els exemplars a examen. Amb aquest mètode d'adquisició de materials la biblioteca es compromet a adquirir totes les novetats d'una certa tipologia. Per exemple, una biblioteca acorda amb un editor o distribuïdor que es subscriurà a tot el que aquests tinguin sobre un tema determinat. Un avantatge d'aquest procediment és l'adquisició automàtica de documents per a un camp molt particular, que pot resultar especialment interessant en biblioteques especialitzades o de recerca.

### Subscripcions
Generalment s'utilitzen per a les publicacions en sèrie, com les revistes o els diaris. Igual que en les comandes permanents o les comandes obertes, en aquest cas només cal formalitzar un contracte una vegada amb el distribuïdor o editor, i els documents arribaran automàticament quan siguin publicats. Sovint, les subscripcions tenen una durada determinada i han de ser renovades al final del contracte.

### Llicències
Les llicències són acords que permeten l'accés a recursos concrets per un període. Les llicències s'utilitzen generalment en recursos electrònics com ara bases de dades, revistes electròniques i recursos disponibles al web. La biblioteca paga per tenir accés als materials, i no per obtenir-ne una còpia.

### Donatius
Algunes vegades les biblioteques accepten donatius fets per persones. Correspon al departament d'adquisicions decidir si s'accepta o no l'oferiment i si serà incorporat a la col·lecció de la biblioteca. Aquest sistema s'utilitza freqüentment en grans institucions acadèmiques, on sovint es reben donatius d'antics alumnes o professors de la institució. Al document de la política de desenvolupament de la col·lecció d'una biblioteca normalment s'especifica si s'accepten donatius i amb quines condicions.

### Intercanvis
Els intercanvis es poden referir a dos tipus de materials: documents duplicats o descartats que una biblioteca ofereix a d'altres, i documents nous que s'intercanvien entre biblioteques. Com en el cas dels donatius, les biblioteques que generalment fan servir aquest sistema d'adquisicions són les universitàries i les especialitzades. Poden també portar-se a terme mitjançant consorcis.